# Leichtathletik-Länderkämpfe mit bundesdeutscher Beteiligung 1957
| Leichtathletik-Länderkämpfe mit bundesdeutscher Beteiligung 1957     | Leichtathletik-Länderkämpfe mit bundesdeutscher Beteiligung 1957 | Leichtathletik-Länderkämpfe mit bundesdeutscher Beteiligung 1957 | Leichtathletik-Länderkämpfe mit bundesdeutscher Beteiligung 1957 |
| -------------------------------------------------------------------- | ---------------------------------------------------------------- | ---------------------------------------------------------------- | ---------------------------------------------------------------- |
|                                                                      |                                                                  |                                                                  |                                                                  |
| 1. Länderkampf 1957, Männer: ESP – FRG                               |                                                                  |                                                                  |                                                                  |
| Madrid 25./26. Mai 1957                                              | Madrid 25./26. Mai 1957                                          | 1. FRG 2. ESP                                                    | 143 P 60 P                                                       |
| 2. Länderkampf, 1957, Straßenlauf (Männer): FRG – AUT – SUI          |                                                                  |                                                                  |                                                                  |
| Bochum-Dahlhausen 2. Juni 1957                                       | Bochum-Dahlhausen 2. Juni 1957                                   | 1. FRG 2. SUI 3. AUT                                             | 5:25:43,2 h 5:54:02,0 h 6:02:13,6 h                              |
| 3. Länderkampf 1957, Frauen: NLD – FRG – SWE / NLD – FRG             |                                                                  |                                                                  |                                                                  |
| Enschede 30. Juni 1957                                               | Enschede 30. Juni 1957                                           | 1. FRG 2. NLD 3. SWE                                             | 94 P 74 P 42 P                                                   |
| Enschede 30. Juni 1957                                               | Enschede 30. Juni 1957                                           | 1. FRG 2. NLD                                                    | 61 P 45 P                                                        |
| 4. Länderkampf 1957, Geher (M): FRG – DNK                            |                                                                  |                                                                  |                                                                  |
| Hamburg 30. Juni 1957                                                | Hamburg 30. Juni 1957                                            | 1. FRG 2. DNK                                                    | 24 P 20 P                                                        |
| 5. Länderkampf 1957, Männer: FRG – POL                               |                                                                  |                                                                  |                                                                  |
| Stuttgart 13./14. Juli 1957                                          | Stuttgart 13./14. Juli 1957                                      | 1. POL 2. FRG                                                    | 117 P 103 P                                                      |
| 6. Sechs-Länderkampf 1957, Männer: BEL – FRG – FRA – ITA – NLD – SUI |                                                                  |                                                                  |                                                                  |
| Brüssel 27./28. Juli 1957                                            | Brüssel 27./28. Juli 1957                                        | 1. FRG 2. FRA 3. ITA 4. BEL 5. SUI 6. NLD                        | 130 P 97 P 87 P 78 P 67 P 53 P                                   |
| 7. Länderkampf 1957, Männer: FIN – FRG                               |                                                                  |                                                                  |                                                                  |
| Helsinki 27./28. August 1957                                         | Helsinki 27./28. August 1957                                     | 1. FIN 2. FRG                                                    | 107 P 106 P                                                      |
| 8. Länderkampf 1957, Männer: SWE – FRG                               |                                                                  |                                                                  |                                                                  |
| Stockholm 31. August / 1. September 1957                             | Stockholm 31. August / 1. September 1957                         | 1. FRG 2. SWE                                                    | 117 P 95 P                                                       |
| 9. Länderkampf 1957, Geher (M): FRG – SUI                            |                                                                  |                                                                  |                                                                  |
| Tailfingen 31. August / 1. September 1957                            | Tailfingen 31. August / 1. September 1957                        | 1. SUI 2. FRG                                                    | 26 P 18 P                                                        |
| 10. Länderkampf 1957, Männer: FRG – GBR                              |                                                                  |                                                                  |                                                                  |
| Hannover 14./15. September 1957                                      | Hannover 14./15. September 1957                                  | 1. FRG 2. GBR                                                    | 119,5 P 92,5 P                                                   |
| 11. Länderkampf 1957, Frauen: FRG – GBR                              |                                                                  |                                                                  |                                                                  |
| Kiel 15. September 1957                                              | Kiel 15. September 1957                                          | 1. FRG 2. GBR                                                    | 58 P 48 P                                                        |
| 12. Länderkampf 1957, Männer: FRG – CSK                              |                                                                  |                                                                  |                                                                  |
| Berlin 21./22. September 1957                                        | Berlin 21./22. September 1957                                    | 1. FRG 2. CSK                                                    | 114 P 98 P                                                       |
| 13. Länderkampf 1957, Frauen: CSK – FRG                              |                                                                  |                                                                  |                                                                  |
| Gottwaldow 22. September 1957                                        | Gottwaldow 22. September 1957                                    | 1. FRG 2. CSK                                                    | 63 P 43 P                                                        |
| 14. Länderkampf 1957, Männer: FRG – FRA                              |                                                                  |                                                                  |                                                                  |
| Duisburg 5./6. Oktober 1957                                          | Duisburg 5./6. Oktober 1957                                      | 1. FRG 2. FRA                                                    | 118 P 94 P                                                       |
| 15. Länderkampf 1957, Männer: HUN – FRG                              |                                                                  |                                                                  |                                                                  |
| Budapest 12./13. Oktober 1957                                        | Budapest 12./13. Oktober 1957                                    | 1. FRG 2. HUN                                                    | 122 P 90 P                                                       |
| Chronik                                                              |                                                                  |                                                                  |                                                                  |
| ← Länderkämpfe 1956                                                  | ← Länderkämpfe 1956                                              | Länderkämpfe 1958 →                                              | Länderkämpfe 1958 →                                              |

Im Jahr 1957 wurden fünfzehn Leichtathletikländerkämpfe mit bundesdeutscher Beteiligung ausgetragen. Damit wurde in einem Jahr ohne große internationale Meisterschaften wieder die bisher höchste Zahl an Länderkämpfen erreicht, es war einer mehr als im Olympiajahr 1956.
Aufgeführt sind hier die Länderkämpfe bundesdeutscher Leichtathleten. Die Sportler der DDR führten nach der deutschen Teilung im Jahr 1949 eigene Veranstaltungen durch.
Auch in diesem Jahr blieben den Frauen wieder nur drei Vergleiche vorbehalten, es waren genauso viele wie im Vorjahr. Von den zwölf Begegnungen der Männer wurden wie in den beiden Jahren zuvor zwei im Bereich Gehen und eine dritte im Bereich Straßenlauf durchgeführt. Die restlichen neun Aufeinandertreffen der Männern fanden wie gewohnt in Form von Veranstaltungen mit einer Mischung allgemeiner leichtathletischer Disziplinen statt.

## Besonderheiten
Ende August gestaltete das Leichtathletikteam auch wieder eine Länderkampfreise, wie 1955 ging es nach Nordeuropa. Gegner waren zunächst Finnland in Helsinki und wenige Tage später Schweden in Stockholm.

## Bilanz
In der Saison 1957 mussten die bundesdeutschen Männer drei Niederlagen einstecken, 1956 hatte es vier gegeben. Außer gegen Polen am 13./14. Juli in Stuttgart unterlagen sie in den Vergleichen mit Finnland am 27./28. August in Helsinki sowie mit der Schweiz im Gehen am 31. August / 1. September in Tailfingen.
Die Männer hatten damit am Ende der Saison in ihren seit dem ersten Länderkampf 1921 insgesamt 135 Vergleichen 113 Siege erzielt und 22 Niederlagen erlitten. Nur gegen die USA hatte Deutschland weiterhin noch keinen Erfolg vorzuweisen und war diesem Gegner beim einzigen Vergleich im Jahr 1938 unterlegen. Alle weiteren Bilanzen mit anderen Nationen waren positiv.
Die Frauen gewannen ihre drei Länderkämpfe und hatten mit ihrer Jahresbilanz in dieser Saison seit dem ersten Frauenländerkampf 1928 damit in 34 Aufeinandertreffen jetzt insgesamt 29 Siege errungen und fünf Niederlagen einstecken müssen. Verloren hatten sie je zweimal gegen England und gegen Großbritannien sowie einmal gegen das Britische Empire. Die Begegnungen mit allen anderen Gegnerinnen hatten die deutschen Leichtathletinnen siegreich beendet. Eine negative Bilanz hatten sie somit nur gegen England, Großbritannien und das Britische Empire. Den Vergleich mit den Britinnen konnten die deutschen Sportlerinnen durch ihren Sieg in diesem Jahr auf eins zu zwei verkürzen.
In der Gesamtsumme aller Länderkämpfe mit deutscher Beteiligung hatten Deutschlands Leichtathleten von 169 Vergleichen 142 gewonnen und 27 verloren. Vier der Niederlagen stammten dabei aus zweiten Plätzen in Begegnungen mit mehr als zwei Nationen: zwei aus den von Schweden siegreich gestalteten allgemeinen Vergleichen, eine aus dem von den Niederlanden gewonnenen Straßenlaufwettkampf in der Saison 1951 und eine aus einem im 1955 von der Schweiz siegreich gestalteten Straßenlauf-Vergleich.

## Wertungsmodus
Die Regeln zur Punktevergabe in den Einzeldisziplinen wurden genauso wie in den Vorjahren in allen Länderkämpfen unter zwei Nationen nach dem üblichen Wertungssystem angewendet, das heißt: Platz 1: 5 P, Pl. 2: 3 P, …, Pl. 4: 1 P. In weiteren Begegnungen mussten aufgrund anderer Rahmenbedingungen – mehr als zwei Teilnehmer je Nation in der Wertung oder mehr als ein Gegnerland – andere Regeln zur Punktevergabe zur Anwendung kommen. In den Staffeln war die Standardform Platz 1: 5 P, Pl. 2: 2 P. In den verschiedenen Aufeinandertreffen wurden die Punkte aber auch in davon abweichender Form vergeben, hier gab es wie zwei unterschiedliche Ansätze: (1) fünf zu drei / (2) acht zu drei.

## Länderkampf der Männer gegen Spanien
Der erste Länderkampf der neuen Saison 1957 wurde gegen Spanien ausgetragen. Nach 1954 war es die zweite Begegnung dieser beiden Nationen. Das Treffen fand am 25./26. Mai in der spanischen Hauptstadt Madrid statt. Auch diesmal gab es einen klaren Erfolg der bundesdeutschen Mannschaft, das Endergebnis lautete 143 zu sechzig Punkte.

## Straßenlauf-Länderkampf der Männer gegen Österreich und die Schweiz
Eine Woche nach dem Länderkampf gegen Spanien kam es zu einem erneuten Vergleich im Straßenlauf gegen die Schweiz und Österreich. Die Begegnung wurde am 2. Juni in Bochum-Dahlhausen wieder mit einem Rennen über dreißig Kilometer ausgetragen. In die Wertung kamen die jeweils drei besten Läufer von vier Startern je Nation. Das Resultat ergab sich durch Addition der durch die gewerteten Athleten erzielten Zeiten. Wie im Vorjahr gewann die Bundesrepublik Deutschland mit einem in diesen Vergleichen nie dagewesenen Vorsprung von mehr als achtzehn Minuten vor der Schweiz. Etwas mehr als weitere acht Minuten zurück belegte Österreich den dritten Rang.

## Länderkampf der Frauen gegen die Niederlande und Schweden sowie gegen die Niederlande
Im niederländischen Enschede wurde am 30. Juni im dritten Länderkampf die Begegnung der Frauen mit den Niederlanden und Schweden ausgetragen. Hier wurde zweifach gewertet: Einmal gab es eine Gesamtwertung für den Vergleich der drei Nationen in Form eines Dreiländerkampfs. Außerdem wurde das Aufeinandertreffen zwischen der Bundesrepublik Deutschland und den Niederlanden – es war das neunte dieser beiden Länder – getrennt gewertet. Die bundesdeutschen Sportlerinnen lagen in beiden Wertungen vorn. Den Dreiländerkampf gewannen sie mit 94 Punkten vor den Niederländerinnen (74 P) und Schweden (42 P). Der Vergleich mit den Niederlanden endete 61 zu 45 für die Bundesrepublik.

## Geher-Länderkampf der Männer gegen Dänemark
Der vierte Vergleich des Jahres bestand in einem Vergleich der Geher mit Dänemark, der am 13./14. Juli in Hamburg ausgetragen wurde. Auf dem Programm standen zwei Wettbewerbe, einer über 20 und einer über 50 Kilometer. Wie schon im Jahr zuvor ging es eng zu. Am Ende lag die Bundesrepublik Deutschland mit der identischen Punktzahl wie 1956 vorn. Das Ergebnis lautete 24 zu zwanzig Punkte.

## Länderkampf der Männer gegen Polen
Der fünfte Vergleich der Saison fand ebenfalls am 13./14. Juli statt. In Stuttgart gab es den dritten Vergleich mit den in diesen Jahren immer stärkeren Polen. Am Ende der beiden Tage musste sich die Bundesrepublik Deutschland zum ersten Mal gegen diesen Gegner mit einer Niederlage abfinden, Polen gewann mit 117 zu 103 Punkten.

## Sechsländerkampf der Männer zwischen Belgien, Bundesrepublik Deutschland, Frankreich, Italien, Niederlande und Schweiz
Der sechste Vergleich war ein Sechsländerkampf der Männer zwischen Belgien, der Bundesrepublik Deutschland, Frankreich, Italien, den Niederlanden und der Schweiz. Die Veranstaltung wurde am 27./28. Juli in Brüssel ausgetragen. Die bundesdeutschen Leichtathleten setzten sich klar durch und gewannen mit 130 Punkten vor Frankreich (97 P), Italien (87 P), Belgien (78 P), der Schweiz (67 P) und den Niederlanden (53 P).

## Länderkampf der Männer gegen Finnland
Der siebte Vergleich leitete die Skandinavien-Reise des bundesdeutschen Männerteams ein. Am 27./28. August stellten sich die Sportler in Helsinki der heimischen Mannschaft aus Finnland. Wie in allen Aufeinandertreffen der beiden Nationen ging es äußerst eng zu. Das Resultat von 107 zu 106 Punkten für Finnland war der knappst mögliche Ausgang mit einem Sieger und bedeutete die zweite Saisonniederlage der bundesdeutschen Leichtathleten.

## Länderkampf der Männer gegen Schweden
Den achten Vergleich der Saison 1957 bestritten die Männer schon drei Tage später am 31. August / 1. September gegen Schweden. Gastgeber war die schwedische Hauptstadt Stockholm. Für die Männer war es das neunte Aufeinandertreffen mit Schweden. Durch den fünften Sieg mit diesmal 117 zu 95 Punkten gestaltete Deutschland die Bilanz gegen diesen Gegner mit fünf zu vier zum ersten Mal positiv. Damit endete die Länderkampfreise in den Norden Europas.

## Geher-Länderkampf der Männer gegen die Schweiz
Der neunte Vergleich bestand wieder in einem Wettkampf der Geher. Gegner war die Schweiz. Das Aufeinandertreffen wurde diesmal wieder in der Bundesrepublik Deutschland ausgetragen. Gastgeber am 31. August / 1. September war Tailfingen. Wie in den Geher-Länderkämpfen inzwischen üblich standen mit dem Gehen über zwanzig und fünfzig Kilometer zwei Wettbewerbe auf dem Programm. Auch diesmal ging der Sieg an die starken Schweizer Geher, mit 26 zu achtzehn Punkten lagen sie vorn.

## Länderkampf der Männer gegen Großbritannien
Im zehnten Vergleich des Jahres trafen Deutschlands Leichtathleten zum insgesamt vierten Mal auf Großbritannien. Am 14./15. September wurde die Begegnung in Hannover ausgetragen. Die vorangegangenen Aufeinandertreffen waren zweimal für Deutschland und einmal für Großbritannien ausgegangen. Die letzte Begegnung im Jahr 1955 hatten die britischen Leichtathleten für sich entschieden. Parallel fand in Kiel ein Länderkampf der Frauen ebenfalls gegen Großbritannien statt. Die bundesdeutschen Männer setzten sich in Hannover durch und gewannen klar mit 111 zu 95 Punkten.

## Länderkampf der Frauen gegen Großbritannien
Im elften Vergleich des Jahres kamen zum zweiten Mal in dieser Saison die Frauen zum Zug. Am 15. September führten sie in Kiel wie die Männer in Hannover einen Vergleich mit Großbritannien durch, der allerdings im Gegensatz zur Veranstaltung der Männer an nur einem Tag abgewickelt wurde. Nachdem die ersten beiden Begegnungen der beiden Nationen an die Britinnen gegangen war, entschieden die bundesdeutschen Leichtathletinnen dieses Duell nun zum ersten Mal mit 58 zu 48 Punkten für sich.

## Länderkampf der Männer gegen die Tschechoslowakei
Im zwölften Vergleich trafen die bundesdeutschen Männer zum vierten Mal auf die Tschechoslowakei. Auch die Frauen trugen an diesem Wochenende wieder einen parallelen Wettkampf mit demselben Gegner aus. Die Männer starteten am 21./22. September in Berlin, die Frauen am 22. September im tschechoslowakischen Gottwaldow. In Berlin gewannen die bundesdeutschen Leichtathleten auch diese vierte Begegnung, diesmal mit 114 zu 98 Punkten.

## Länderkampf der Frauen gegen die Tschechoslowakei
Wie am Wochenende zuvor gegen Großbritannien gab es im dreizehnten Länderkampf des Jahres einen parallelen Vergleich der Männer und Frauen gegen denselben Gegner, der allerdings an verschiedenen Orten ausgetragen wurde. Wieder benötigten die Frauen im Gegensatz zu den Männern nur einen Tag. Am 22. September traten die bundesdeutschen Frauen in Gottwaldow zum zweiten Mal gegen die Tschechoslowakei an. Auch in diesem Jahr endete die Veranstaltung mit einem deutschen Sieg, das Resultat lautete 63 zu 43 Punkte.

## Länderkampf der Männer gegen Frankreich
Im vierzehnten Länderkampf des Jahres hieß der Gegner für die Männer wieder einmal Frankreich. Am 5./6. Oktober traten die beiden Länder in Duisburg bereits zum siebzehnten Mal gegeneinander an. Die Sportler der Bundesrepublik Deutschland erzielten den siebzehnten Erfolg gegen diesen Gegner mit diesmal 118 zu 94 Punkten.

## Länderkampf der Männer gegen Ungarn
Auch den fünfzehnten und letzten Vergleich der diesjährigen Saison trugen die Männer aus. Am 12./13. Oktober in Budapest traten die bundesdeutschen Leichtathleten gegen Ungarn an. Es war die dritte Begegnung dieser beiden Nationen, die letzte lag schon siebzehn Jahre zurück und hatte ebenfalls in Budapest stattgefunden. Deutschland errang den dritten Sieg und setzte sich mit 122 zu neunzig Punkten klar durch.